# Roger Magnusson
Roger Magnusson (Mönsterås, 20 marzo 1945) è un ex calciatore svedese, di ruolo ala.

## Carriera
Cresciuto nell'Åtvidabergs FF, Magnusson giocò in Germania Ovest (tra le file del Colonia) e in Francia nel Red Star e nell'Olympique Marsiglia. Durante il periodo di militanza in quest'ultimo club, Magnusson fu soprannominato dal pubblico il Garrincha svedese per la sua abilità nel dribbling e partecipò alla vittoria di due campionati consecutivi (1970-1971 e 1971-1972) e due edizioni della Coppa di Francia (1968-1969 e 1971-1972).
Durante la sua carriera Magnusson ebbe inoltre una fugace esperienza in Italia: dopo essere stato invitato a sostenere un provino con l'Inter, giocò tra le file della Juventus (nella stagione 1967-1968), con cui disputò solo le partite di Coppa dei Campioni (6 in tutto), segnando 2 gol.

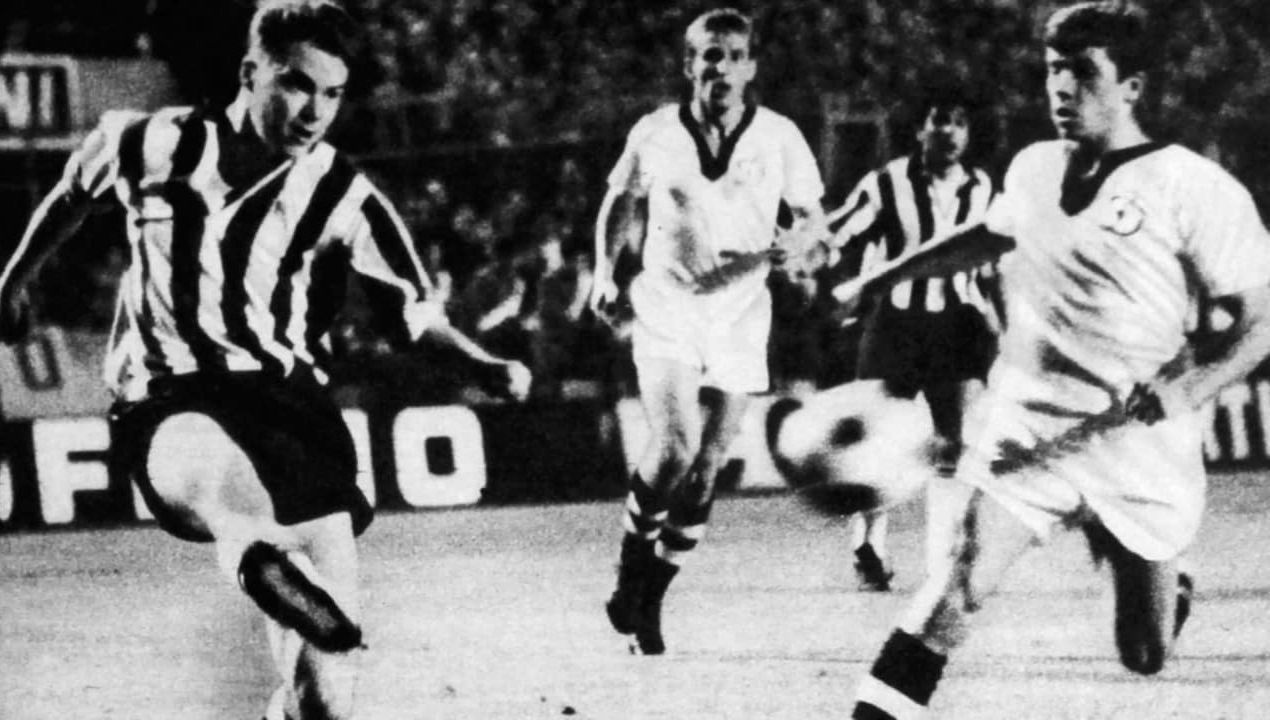
Magnusson (a sinistra) in azione per la Juventus nel 1967 in un'amichevole contro la Dinamo Kiev

Nel 1967 la Juventus aveva vinto lo scudetto e, dovendo disputare la Coppa dei Campioni con le frontiere chiuse e con un mercato che aveva pochi pezzi pregiati, praticamente irraggiungibili, ottenne il rinforzo per l’attacco  in extremis, e solo per la Coppa, scegliendo Roger Magnusson. In coppa, dopo aver eliminato  l'Olympiakos Pireo senza problemi (0-0 ad Atene e 2-0 a Torino, firmato da Zigoni e Menichelli) la Juventus dovette affrontare il Rapid Bucarest e Magnusson si mise in mostra, dimostrando di essere un buon giocatore. Il suo goal a Torino decise il doppio confronto, spianando la strada verso i quarti di finale, nei quali alla Juventus toccò l'Eintracht Braunschweig, campione di Germania. Dopo aver perso l'incontro di andata in Germania con il risultato di 3-2 a Torino, nel ritorno, un rigore trasformato da Bercellino portò le due squadre allo spareggio, non essendoci all'epoca la regola dei gol in trasferta. Nella gara di spareggio, giocata allo stadio Wankdorf di Berna, Magnusson, mettendosi in tasca mezza difesa tedesca, segnò il gol che permise alla Juventus di raggiungere la semifinale in cui la Juventus venne eliminata dal Benfica, scrivendo la parola fine all'avventura bianconera di Roger Magnusson, che si trasferì all'Olympique Marsiglia, dove in poco tempo riuscì a impressionare il difficile pubblico dello Stade Velodrome, con i suoi dribbling con i quali riesciva ad avere la meglio sui difensori avversari, contribuendo non poco a risolvere le situazioni più difficili.
Il primo anno con l'Olympique Marsiglia coincise con la vittoria della Coppa di Francia che pose fine a ventun anni di magra vissuti dal club provenzale. Magnusson fu tra i protagonisti di un esaltante Rennes-Olympique Marsiglia al Parc des Princes, dove la squadra marsigliese si impose ai tempi supplementari per 3-2, proseguendo il suo cammino in Coppa, fino alla vittoria finale contro il Bordeaux.
L'anno successivo segnò l'arrivo dell'attaccante Josip Skoblar, con il quale Magnusson trovò una splendida intesa, il duo Skoblar-Magnusson fu l'autentico protagonista delle vittorie marsigliesi fino al 1972, con la doppia vittoria campionato e Coppa di Francia con le prime partecipazioni dell’Olympique Marsiglia in Coppa Campioni, tra cui un famoso Olympique Marsiglia-Ajax giocato il 20 ottobre 1971, con Cruijff autentico mattatore, in uno Stade Velodrome pieno fino all’inverosimile.
L'arrivo della stella del Saint-Étienne, Salif Keita, lo ricacciò nell'ombra e nel 1974 Magnusson lasciava Marsiglia con ventitré goal all’attivo trasferendosi al Red Star; il duo Skoblar-Magnusson avrebbe avuto i suoi discendenti ufficiali nell'Olympique Marsiglia negli anni novanta, nel duo Papin-Waddle.
Magnusson concluse la sua carriera nel 1979, dopo aver militato in squadre di secondo piano del campionato svedese. Conta 14 presenze e 3 gol nella Nazionale svedese, in cui militò dal 1964 al 1970.

## Palmarès

### Club
- Campionato francese: 2

Olympique Marsiglia: 1970-1971, 1971-1972
- Coppa di Francia: 2

Olympique Marsiglia: 1968-1969, 1971-1972
- Supercoppa francese: 1

Olympique Marsiglia: 1971